# Episodi di On Becoming a God
La prima stagione della serie televisiva On Becoming a God, composta da 10 episodi, è stata trasmessa negli Stati Uniti su Showtime dal 25 agosto al 20 ottobre 2019.
In Italia la stagione viene pubblicata su TIMvision dal 18 giugno al 16 luglio 2020.
| n° | Titolo originale           | Titolo italiano           | Prima TV USA      | Pubblicazione Italia |
| -- | -------------------------- | ------------------------- | ----------------- | -------------------- |
| 1  | The Stinker Thinker        | Una vita da sogno         | 25 agosto 2019    | 18 giugno 2020       |
| 2  | The Gloomy-Zoomies         | Toccare il fondo          | 25 agosto 2019    | 18 giugno 2020       |
| 3  | A Positive Spin!           | La vedova dell’alligatore | 1º settembre 2019 | 25 giugno 2020       |
| 4  | Manifest Destinee          | Verso la vetta            | 8 settembre 2019  | 25 giugno 2020       |
| 5  | Many Masters               | Moltissimi padroni        | 15 settembre 2019 | 2 luglio 2020        |
| 6  | American Merchandise       | Merchandise americano     | 22 settembre 2019 | 2 luglio 2020        |
| 7  | Flint Glass                | L'infiltrata              | 29 settembre 2019 | 9 luglio 2020        |
| 8  | Birthday Party             | Festa di compleanno       | 6 ottobre 2019    | 9 luglio 2020        |
| 9  | Wham Bam Thank You FAM     | Wham-Bam, grazie FAM      | 13 ottobre 2019   | 16 luglio 2020       |
| 10 | Go Getters Gonna Go Getcha | Scacco al re              | 20 ottobre 2019   | 16 luglio 2020       |